# Liste der Bodendenkmäler in Alfeld (Mittelfranken)
Auf dieser Seite sind die Bodendenkmäler in der mittelfränkischen Gemeinde Alfeld zusammengestellt. Diese Tabelle ist eine Teilliste der Liste der Bodendenkmäler in Bayern. Grundlage ist die Bayerische Denkmalliste, die auf Basis des Bayerischen Denkmalschutzgesetzes vom 1. Oktober 1973 erstmals erstellt wurde und seither durch das Bayerische Landesamt für Denkmalpflege geführt wird. Die folgenden Angaben ersetzen nicht die rechtsverbindliche Auskunft der Denkmalschutzbehörde.

## Bodendenkmäler der Gemeinde Alfeld

### Bodendenkmäler im Ortsteil Alfeld
| Lage                           | Objekt | Akten-Nr.     | Bild           |
| ------------------------------ | --- | ------------- | -------------- |
| Alfeld (Standort)              | Alfelder Windloch Höhlenstation mit Funden des Jungpaläolithikums, des Mittelalters und der frühen Neuzeit.                                               | D-5-6535-0001 | weitere Bilder |
| Alfeld (Standort)              | Höhlenstation mit Funden des Spätpaläolithikums, des Mittel- und Jungneolithikums, der Bronzezeit, Urnenfelder- und Hallstattzeit sowie des Mittelalters. | D-5-6535-0004 |                |
| Alfeld (Standort)              | Siedlung vorgeschichtlicher Zeitstellung. | D-5-6535-0005 |                |
| Alfeld (Standort)              | Grabhügel vorgeschichtlicher Zeitstellung. | D-5-6535-0087 |                |
| Alfeld (Standort)              | Grabenwerk vorgeschichtlicher Zeitstellung. | D-5-6535-0092 |                |
| Alfeld (Standort)              | Siedlung der Urnenfelderzeit. | D-5-6535-0093 |                |
| Alfeld (Standort)              | Siedlung vorgeschichtlicher Zeitstellung. | D-5-6535-0095 |                |
| Alfeld (Standort)              | Siedlung vorgeschichtlicher Zeitstellung. | D-5-6535-0096 |                |
| Alfeld Kirchenweg 2 (Standort) | Mittelalterliche und frühneuzeitliche Befunde im Bereich der Evangelisch-Lutherischen Pfarrkirche St. Bartholomäus.                                       | D-5-6535-0104 | weitere Bilder |
| Alfeld (Standort)              | Mittelalterlicher Herrensitz. | D-5-6535-0106 |                |

### Bodendenkmäler im Ortsteil Pollanden
| Lage                                  | Objekt | Akten-Nr.     | Bild            |
| ------------------------------------- | --- | ------------- | --------------- |
| Pollanden (Standort)                  | Grabhügel vorgeschichtlicher Zeitstellung.                                                                    | D-5-6534-0007 |                 |
| Pollanden (Standort)                  | Grabhügel vorgeschichtlicher Zeitstellung.                                                                    | D-5-6535-0088 |                 |
| Pollanden Waller, Waller 1 (Standort) | Mittelalterliche und frühneuzeitliche Befunde im Bereich der Evangelisch-Lutherischen Kapelle St. Margaretha. | D-5-6535-0114 | (D-5-6535-0114) |